# Hianga’a Mbock
Hianga’a Mananga Mbock (ur. 28 grudnia 1999 w Breście) – francuski piłkarz, występujący na pozycji defensywnego lub środkowego pomocnika we francuskim klubie SM Caen, do którego jest wypożyczony ze Stade Brestois 29.
Wychowanek AS Brestoise i Stade Brestois 29.

## Życie prywatne
Jest młodszym bratem Griedge Mbock, piłkarki Olympique’u Lyon i reprezentantki Francji.